# Gadaraya
Gadaraya (nep. गदराया) – gaun wikas samiti w zachodniej części Nepalu w strefie Seti w dystrykcie Bajhang. Według nepalskiego spisu powszechnego z 2011 roku liczył on 560 gospodarstw domowych i 3022 mieszkańców (1621 kobiet i 1401 mężczyzn).